# 捍衛教育青年陣線
捍衛教育青年陣線（英語：Educational Future），簡稱捍教青，原名「台灣中學串聯陣線」，為台灣的學生運動、公民團體，於2015年6月30日由陳君哲發起。2015年7月17日更名「捍衛教育中學陣線」後，由前北區反課綱高校聯盟論述組、靜宜大學法律學系（林生入學時就讀該校生態人文學系）學生林致宇接任總召至今。
此組織內部成員大多為反高中課綱微調運動的高中生，以及部分國中生所組成。其組織成立宗旨為反抗台灣教育制度不公不義，並將長期推動台灣學權。成立之後首次公開行動為2015年7月17日，總召林致宇號召約20位國中及高中生於晚間至教育部外抗議，率領連其本人共6位學生翻越圍牆，於教育部門口噴漆及抗議，隨即遭優勢警力逮捕，此行動讓原本些許無聲的運動再度得到媒體及社會關注，並使此議題持續延燒。2015年12月15日因應人員改組，再次更名「捍衛教育青年陣線」。

## 歷史與活動
- 2015年6月30日於網路社群平台宣告成立。
- 2015年7月17日夜襲教育部噴漆抗議[1]。
- 2015年7月22日於桃機抗議教長吳思華[2]。
- 2015年8月14日總召林致宇因「慰安婦不一定是被迫的」此失言而公開道歉
- 2016年1月3日於中華民國總統府前凱道舉行《捍衛青年未來》聯合記者會[3][4][5]。
- 2016年7月28日捍衛教育青年陣線提名兩位候選人順利當選教育部課審會委員[6]。

## 組織主要人物
- 林致宇：

中崙高中肄業，目前就讀靜宜大學法律學系，入學時則就讀該校生態人文學系。現任教育部課程審議會委員，前北區反課綱高校聯盟論述組、前自由台灣黨苗栗縣第一選區立委候選人林一方發言人、717夜襲教育部發起人、723佔領部長室未成年學生、730佔領教育部學生、中崙高中貳維公社 - Aware發起人，在反課綱學運落幕後，持續投入地方性社會運動及教育部108年新課綱的審議工作。著名言論有：「慰安婦是性工作者，並非被迫。」、「唐宋八大家是造神。」、「余光中沒資格被稱作文人。」、「陳菊是垃圾。」等語，引發媒體及網友熱議。也因為他的言行極端，而曾遭到自稱竹聯幫的成員電話恐嚇。

## 組織成員
著名成員有林致宇

## 曾參與過組織的成員
著名的有周天觀、陳君哲